# Carabinae
Carabinae Latreille, 1802 è una sottofamiglia di coleotteri della famiglia Carabidae.

## Tassonomia
Comprende 11 generi suddivisi in 2 tribù:
- Tribù Carabini Latreille, 1802
  - Aplothorax Waterhouse, 1841
  - Calosoma Weber, 1801
  - Carabus Linnaeus, 1758
  - Ceroglossus Solier, 1848
  - Neothanes Scudder, 1890  †
- Tribù Cychrini Laporte, 1834
  - Cychropsis Boileau, 1901
  - Cychrus Fabricius, 1794
  - Scaphinotus Dejean, 1826
  - Sphaeroderus Dejean, 1831
  - Maoripamborus Brookes, 1944
  - Pamborus Latreille, 1817

### Alcune specie

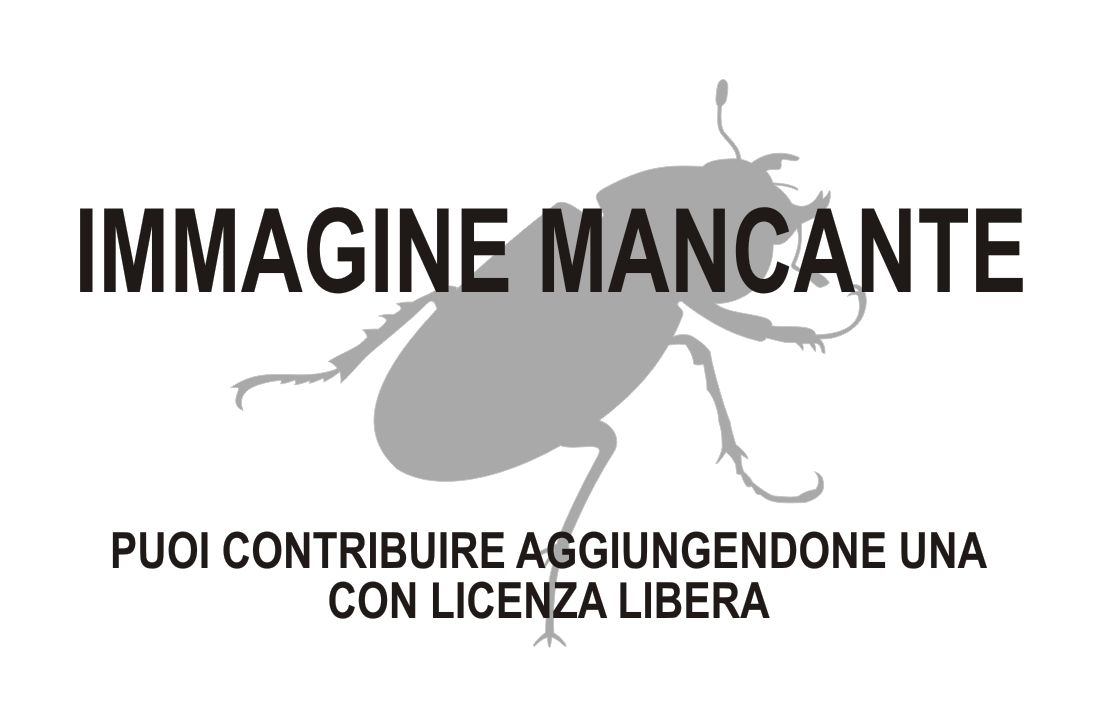
Carabus olympiae
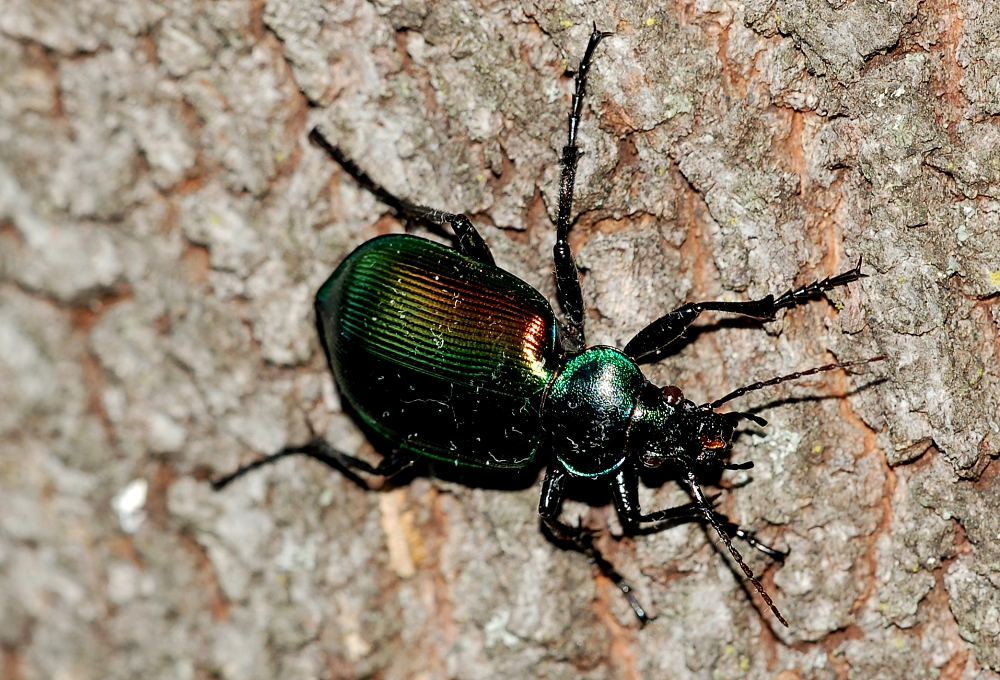
Calosoma sycophanta